# Nowa Ukraina
Nowa Ukraina. Zeszyty historyczno-politologiczne – czasopismo wydawane w Krakowie przez Towarzystwo Wydawnicze Historia Iagellonica od 2007.

## Zespół redakcyjny
Piotr Andrusieczko (Poznań), Anna Babiak (Kraków), Jan Jacek Bruski (Kraków), Claude Durand (Paris), Marta Dyczok (London, ON), Dawid Gacek (Kraków), Zinowij Herycz (Lwów), Diana Howansky (New York, NY), Ola Kich-Masłej (sekretarz redakcji, Kraków), Dmytro Kobrynśkyj (Kijów), Agnieszka Korniejenko (Kraków–Warszawa–Przemyśl), Paweł Krupa (Kraków– Przemyśl), Evhen Ladna (Toronto, ON), Torsten Lorenz (Berlin), Jarosław Moklak (redaktor odpowiedzialny, Kraków), Bogusław Sałej (Kraków–Łódź), Andrzej Leon Sowa (Kraków) 